# Одесский завод «Нептун»
Одесский завод «Нептун» - предприятие военно-промышленного комплекса Украины.

## История

### 1944 - 1991
Завод был создан согласно распоряжению Совета Народных Комиссаров 23 августа 1944 года на базе завода радиодеталей № 783 наркомместрома УССР в качестве специализированного предприятия по разработке и освоению наукоемкой продукции в интересах Минсвязи УССР, в состав которого был также включён кузнечный завод "КуПрА"[уточнить].
Первой продукцией, которую начал выпускать завод, была телефонная аппаратура связи.
В 1952 году завод начал разработку и производство аппаратуры связи по высоковольтным линиям электропередач, в дальнейшем специализацией завода стало производство аппаратуры высокочастотной связи, телемеханики и защиты по высоковольтным линиям электропередач.
В 1972 году завод стал главным предприятием в СССР по производству выше названной техники и микросхем.

### 1991 - 2009
В 1996 году производственное объединение "Нептун" было преобразовано в ОАО "Нептун".
В августе 1997 года производственное объединение "Нептун" было внесено в перечень предприятий, имеющих стратегическое значение для экономики и безопасности Украины.
В конце 1990х годов на условиях хозяйственного договора с заводом "Нептун" радиотехнический факультет Одесского политехнического университета занимался разработками локаторных устройств.
В 2004 году завод "Нептун" сообщил о начале программы по разработке нового поколения аппаратуры высокочастотной связи.
Фактической основной деятельностью ОАО "Нептун" в 2000-е годы была сдача помещений в аренду.
ОАО "Нептун" (код ЕГРПОУ 20982887) решением Хозяйственного суда Одесской области № 4867103 от 10.09.2009 г. (недоступная ссылка) был признан банкротом и официально ликвидирован 28.12.2009 г. (согласно данным реестра ЕГР) и не имеет правопреемников. Многочисленные вновь созданные предприятия с наименованием "Нептун" не имеют никакого отношения к историческому предприятию.
В январе 2011 года на заседании Одесского городского совета было принято решение передать оставшиеся на балансе ОАО «Нептун» жилые дома и инженерные сети в коммунальную собственность города. В феврале 2011 года городские власти предложили разместить  пункт управления электроподстанции ОАО «Одессаоблэнерго» на территории бывшего завода "Нептун".